# Piggy (chanson)
Pistes de The Downward Spiral
Mr. Self Destruct Heresy
Piggy est une chanson américaine de metal industriel du groupe Nine Inch Nails, et la seconde piste The Downward Spiral (1994). Il a été écrit par Trent Reznor, coproduit par Flood, et enregistré au "Le Pig".
"Piggy" figure parmi les trois chansons de l'album portant des noms d'animaux, les autres étant "March Of The Pigs" et "Reptile". Le titre de la chanson a été également inspiré par le crime de Charles Manson. La chanson est bien connue pour être entièrement réalisé par Reznor, y compris au poste de batteur.

## Enregistrement
Reznor a écrit la chanson après avoir terminé Broken. Ce fut d'abord un poème qu'il a développé dans une composition musicale complète. Il a ensuite déménagé dans la maison célèbre pour les horribles meurtres de Charles Manson, le 4 juillet 1992, et a créé un studio là-bas, qu'il nomma "Le Pig". Lorsqu'on l'interroge sur le bâtiment où la production de la chanson a été faite, Reznor répondit qu'il l'avait choisi uniquement pour des considérations d'espace, il affirme ne pas avoir été au courant du lien entre la maison et les meurtres jusqu'à après qu'il a choisi. "J'ai regardé beaucoup d'endroits", dit Reznor. "Et ce qui s'est passé à celui que j'ai le plus aimé."
Le nom de studio, "Le Pig" fait allusion au mot "PIG" écrite avec le sang de Sharon Tate sur la porte d'entrée par les meurtriers, elle-même une référence à une chanson du même nom Des Beatles.
Le frénétique battement sur l'outro est la seule tentative de Reznor à la batterie sur l'album, et l'un de ses rares enregistrements de batterie sur l'album. Il avait déclaré que l'enregistrement était de lui tester le microphone de configuration dans le studio, mais il appréciait trop le son pour ne pas l'inclure.

## Paroles et musique
Il s'agit de la première chanson NIN utiliser la ligne "rien ne peut m'arrêter maintenant", ce qui conclut la piste. L'expression apparaît souvent dans Reznor plus tard par écrit, à faire des apparitions dans les chansons "Ruiner", "Big Man with a Gun", "La Mer", "We're in This Together" et "Sunspots",,,,,.
Calme et lent dans l'ensemble, le temps de la chanson est de 65 BPM, et a joué dans la mise au point B #. C'est aussi la première piste de l'album à utiliser "The Downward Spiral leitmotiv", mais à l'orgue.

## Sortie et critique
"Piggy" a été sorti en single promotionnel sur The Downward Spiral, en décembre 1994. Le single n'a pas été étiqueté comme un halo et n'a pas de clip créé dans la promotion de la chanson. Il a atteint le Top 20 sur le 'Billboard Modern Rock Tracks chart. Un remix de "Piggy" apparaît sur l'album remix Further Down the Spiral (1995).